# Eurycallinus mirabilis
Eurycallinus mirabilis là một loài bọ cánh cứng trong họ Cerambycidae.